# Геладзе, Александр Важевич
Александр Важевич Геладзе (груз. ალექსანდრე გელაძე; род. 19 ноября 1972) — советский, грузинский и российский футболист, защитник.

## Карьера
Воспитанник футбольной школы тбилисского «Динамо», за который в 1989 году провёл один матч в Кубке Федерации СССР. В 1990 году в первом чемпионате Грузии играл за «Университет» (в первой лиге) и «Мерцхали». Далее играл за «Армази-90». С 1992 по 1993 годы выступал за «Шевардени-1906», после чего год провёл в клубе «Мретеби». В сезоне 1994/1995 играл за клуб Второй немецкой Бундеслиги «Айнтрахт» из Брауншвейга. Далее выступал за «Гурию», Мерани и Динамо из Тбилиси, в игре за которую приглянулся московскому «Спартаку», однако летом 1998 года перебрался в сочинскую «Жемчужину». Дебютировал в чемпионате России 15 июля того года в выездном матче 16-го тура против самарских «Крыльев Советов», выйдя на 76-й минуте на замену Сергею Гальмакову. Профессиональную карьеру завершил в клубе «Горда» из Рустави.